# Trinidad-Trichterohr
Das Trinidad-Trichterohr (Natalus tumidirostris) ist eine Fledermaus in der Familie der Trichterohren. Sie kann leicht mit dem Strohgelben Trichterohr (Natalus stamineus) verwechselt werden.

## Merkmale
Die Art hat mit einer Kopf-Rumpf-Länge von 35 bis 45 mm und einer Unterarmlänge von etwa 38 mm die gleiche Größe, wie andere Gattungsmitglieder. Der Schwanz ist mit einer Länge von 43 bis 60 mm länger als der übrige Körper. Weibchen sind mit einem Gewicht von 4,5 bis 8,9 g etwas schwerer als Männchen. Letztere wiegen 4,3 bis 8,6 g. Das rotbraune Fell ist oberseits länger und dunkler als unterseits. Die Art besitzt die für die Familie typischen trichterförmigen Ohren sowie kleine Augen. Auffällig sind dicke Lippen sowie ein längerer Bart auf der Oberlippe. Ein Nasenblatt fehlt. Wie bei anderen Trichterohren besitzen Männchen auf der Stirn ein beulenförmiges Sinnesorgan, dessen Funktionsweise noch nicht ausreichend erforscht ist.

## Verbreitung
Unabhängig vom deutschen Trivialnamen, kommt diese Fledermaus auch außerhalb von Trinidad und Tobago vor. Das Verbreitungsgebiet reicht vom östlichen Kolumbien über Venezuela bis in die Region Guyanas. Das Trinidad-Trichterohr wurde weiterhin auf Isla Margarita, Curaçao und Bonaire registriert. Es hält sich im Flachland und in Gebirgen bis 1000 Meter Höhe auf. Weiter südlich im Amazonasbecken gibt es keine Karstlandschaften, die geeignete Höhlen bieten.
Das Habitat variiert zwischen trockenen laubabwerfenden Wäldern, feuchten Wäldern und trockenen Landschaften mit Kakteen und Büschen. Gern werden Gärten und Plantagen besucht.

## Lebensweise
Das Trinidad-Trichterohr ruht in Höhlen wo vorwiegend dunkle Bereiche aufgesucht werden. Es bildet große Kolonien, die aus tausend oder mehr Exemplaren bestehen können. Innerhalb der Kolonie gibt es kleinere Gruppen, die etwas Abstand voneinander halten. Gelegentlich kommen gemischte Kolonien mit der Brillenblattnase (Carollia perspicillata) vor. Die Fledermäuse gehen zwischen Ende der Abenddämmerung und Beginn der Morgendämmerung auf Nahrungssuche. Sie fliegen meist dicht über dem Grund und benutzen ihre Schwanzflughaut als Kescher. Die Beute wird vorwiegend mit Hilfe der Echoortung erkannt, wobei im geringen Maße das Gehör eingesetzt wird. Als Nahrung dienen weiche Insekten, welche die Fledermaus vor Ort verspeist. Das Trinidad-Trichterohr kann nicht länger als 20 Stunden ohne Nahrung auskommen.
Die Kolonien sind außerhalb der Fortpflanzungszeit gemischtgeschlechtlich. Nach der Paarung sind Weibchen 3 Monate trächtig, meist von Februar bis April mit gewissen regionalen Differenzen. In dieser Zeit bilden Weibchen eigene Kolonien. Kurze Zeit nach Geburt der Jungtiere bleiben diese allein im Versteck, wenn die Weibchen auf Nahrungssuche sind.

## Status
Die Art reagiert empfindlich auf Störungen am Ruheplatz. Die IUCN listet das Trinidad-Trichterohr vor allem aufgrund seines großen Verbreitungsgebiets als nicht gefährdet (Least Concern).

## Belege
1. ↑  Don E. Wilson, DeeAnn M. Reeder (Hrsg.): Mammal Species of the World. A taxonomic and geographic Reference. 3. Auflage. 2 Bände. Johns Hopkins University Press, Baltimore MD 2005, ISBN 0-8018-8221-4 (englisch, Natalus tumidirostris).
2. 1 2 3 4 5  Natalus tumidirostris in der Roten Liste gefährdeter Arten der IUCN 2016. Eingestellt von: Davalos, L., Velazco, P. & Aguirre, L., 2016. Abgerufen am 13. Mai 2017.
3. 1 2 3  Gomes & Reid: Trinidadian Funnel-eared Bat. (pdf) Conserving the bats of Trinidad, abgerufen am 13. Mai 2017 (englisch).